# اهل حدیث
اهل حدیث رویکردی در اسلام است که در اصول دین و فروع دین به ظاهر قرآن و سنت عمل می‌کنند. معروفترین اهل حدیث در صدر اسلام احمد بن حنبل است.
در میان شیعه معمولاً با اخباریان اشتباه و یکی حساب می‌شوند. حال آنکه این دو با هم تفاوت بسیار دارند.

## تقلید در دیدگاه اخباریان و اهل حدیث
فیض کاشانی می‌نویسد: تقلید اگر از روی بصیرت و آگاهی باشد تقلیدی جائز است، تا آنجا که می‌گوید: و تقلیدی که از روی بصیرت و آگاهی نیست ولی جائز است تقلید از اخباریون در فتواهایشان است.
حال آنکه اهل حدیث شیعه مانند حر عاملی در کتاب فصول المهمه ابواب فراوانی در حرمت تقلید از غیر معصوم دارد و اشاره دارد که فقها تنها و تنها ناقلان احادیث هستند و فهم آن‌ها حجت نیست ولی اخباریانی مانند فیض کاشانی تقلید از فقیه اخباری را جائز می‌دانند.

## دیدگاه شیخ یوسف بحرانی دربارهٔ اخباریان
شیخ یوسف بحرانی در کتاب درر النجفیه اشاره دارد که اخباریان و اصولیان در واقع یک طریق در وصول به احکام دارند و تنها فرق اخباریان و اصولیان این است که اخباریان به فهم فقیه عمل می‌کنند و اصولیان عقل را حجت می‌دانند.

## تفاوت اهل حدیث و اخباریان در فتوا دادن
اهل حدیث شیعه و اخباریان در فتوا دادن با هم اختلاف دارند چنان‌که سید هاشم بحرانی که فقیه اهل حدیث بود توسط اخباری شیخ یوسف بحرانی بی بضاعت خطاب شد. زیرا فتواهای سید هاشم بحرانی همان نص احادیث آل محمد بود. اهل حدیث فتواهای خود را نص احادیث قرار دادند و اگر هم درایت خود را نقل می‌کنند نه به عنوان الزام است بلکه به عنوان راه نمایی است اما در اصل موکول به فهم خود سؤال‌کننده است. ولی اخباریان مانند سید حسین عرب باغی در تمام کتاب قواعد الاسلام ابتدا احادیث را نقل می‌نماید سپس فهم خود را از روایات می‌گوید و مقلدینش به فهم سید حسن عرب باغی از روایات عمل می‌کنند که این گروه به اخباریان ارومیه معروف هستند. حال آنکه اهل حدیث مانند شیخ حر عاملی در جلد آخر کتاب وسائل الشیعه می‌نویسد: که اگر فهم من از احادیث که همان عناوین ابواب بودند با نص احادیث تعارض داشت اصلاً به فهم من از احادیث کار نداشته باشید. یا شیخ صدوق در اول کتاب فتوایی خود یعنی المقنع می‌نویسد: ثمَّ إنی صنفت کتابی هذا، و سمیته کتاب «المقنع» لقنوع من یقرأه بما فیه، و حذفت الأسانید منه لئلا یثقل حمله، و لا یصعب حفظه، و لا یمل قارئه
ترجمه
من این کتاب را نوشتم (و در آن نص حدیث‌ها را آوردم) ولی به خاطر اینکه سنگین نشود و سخت نشود حفظ و قاری خسته نشود اسناد را حذف کردم. ولی همان‌طور که شیخ یوسف بحرانی اشاره داشت اخباریان فهم فقیه از احادیث را حجت می‌دانند.

## دیدگاه محمد تقی مجلسی دربارهٔ اهل حدیث
محمد تقی مجلسی در کتاب لوامع صاحبقرانی ثقةالاسلام کلینی را اخباری محض می‌داند که اخباری محض همان اهل حدیث است.

## دیدگاه اهل حدیث دربارهٔ تعارضات احادیث در مسائل احکام عبادی
اخباریان و برخی از اهل حدیث در تعارضات احادیث مربوط به احکام عبادی این‌گونه عمل می‌کنند که ابتدا حدیث را بر قرآن سپس بر سنت عرضه می‌کنند سپس مخالف کتب عامه را می‌گیرند و اما برخی از اهل حدیث این چنین نیستند و به تخییر عمل می‌کنند یعنی به هر کدام از روایات که بخواهند عمل می‌کنند. چنان‌که محمد تقی مجلسی  به این قضیه اشاره دارد:
بدان که محدثان ما دو طایفه‌اند طایفه‌ای به هر خبر صحیحی که به ایشان رسد عمل می‌کنند، و اگر دو خبر مختلف باشد می‌گویند مکلف مخیر است در عمل به هر یک که خواهد، بواسطه اخباری که از ائمه معصومین به ایشان رسیده است که
بأیّهما اخذت من‌باب‌التّسلیم وسعک
یعنی به هر یک از این دو خبر مختلف که عمل نمائی از باب تسلیم جایز است تو را، یعنی مقام اطاعت و فرمان برداری آنست که هر چه بفرمایند سخن شنو باشی، و کاری نداشته باشی که چرا مختلف گفته‌اند، چون وجوه اختلاف بسیار است، بسا باشد که تو چیزی را سبب اختلاف نمایی که نه چنان باشد، و در آن صورت افترا بر ایشان بسته باشی، و وجوه دیگر که ظاهر خواهد شد. و از این طایفه است شیخ اجل اعظم محمد بن یعقوب کلینی رضی اللَّه عنه.(برخی از اهل حدیث)
و طایفه دیگر می‌گویند که از حضرت ائمه معصومین (ع) در جمع بین الاخبار اخبار دیگر وارد شده است، پس باید که میان این اخبار نیز جمع کنیم پس عمل به تخییر در صورتیست که از هیچ وجه جمع نتوان کرد، (اخباریان و برخی دیگر از اهل حدیث) 